# Imavere (Saaremaa)
Koordinaten: 58° 30′ N, 22° 53′ O
Imavere ist ein Dorf (estnisch küla) auf der größten estnischen Insel Saaremaa. Es gehört zur Landgemeinde Saaremaa (bis 2017: Landgemeinde Orissaare) im Kreis Saare.

## Einwohnerschaft und Lage
Das Dorf hat acht Einwohner (Stand 31. Dezember 2011). Es liegt 36 Kilometer nordöstlich der Inselhauptstadt Kuressaare.

## Geschichte
Das Dorf wurde erstmals im Jahre 1564 unter dem Namen Immafer urkundlich erwähnt.